# Givet
Givet és un municipi francès, situat al departament de les Ardenes i a la regió del Gran Est.

## Fills il·lustres
- Guillaume Navoigille (1745-1811) compositor musical.
- Joseph Daussoigne-Méhul (1790-1875) compositor musical.